# Maciej von Ende
Maciej von Ende (ur. 1470 w Akwizgranie, zm. 28 sierpnia lub 5 sierpnia 1524 w Poznaniu) – kupiec, burmistrz Poznania.

## Życiorys
Z Akwizgranu przybył do Poznania przez Lipsk. Od około 1490 był już na pewno stałym mieszkańcem Poznania (kupcem). W 1503 został wybrany na ławnika, a w latach 1504-1520 z nielicznymi wyjątkami, piastował funkcję rajcy miejskiego. Dwukrotnie (kadencje były wówczas roczne) był burmistrzem Poznania – w latach 1518 i 1521. Był też posłem na sejm oraz na dwór królewski. Latami budując swoją zamożność skupił w swych rękach znaczną część poznańskiego handlu. Prowadził wymianę gospodarczą nie tylko w obrębie Korony, ale też na Litwie, we Włoszech i Niemczech. Miał pełnomocnictwo wrocławskiego handlarza skór Kuncza Sauermanna i skupywał dlań bardzo znaczące ilości skór z terenu Wielkopolski. Dla Brandenburczyków dokonywał obrotu bydłem. W wielkim stopniu zaspokajał poznańskie zapotrzebowanie na przyprawy i korzenie z Włoch za sprawą spółki z Klausem Wolfem z Lipska.

## Rodzina
Miał brata, który był burmistrzem Akwizgranu oraz bratanka Piotra, rajcę i ławnika poznańskiego, założyciela dużego klanu złotników. W 1494 ożenił się z córką poznańskiego kupca, Mikołaja Czeuchnera. Mieszkał przy ulicy Wielkiej, w domu na tyłach przyrynkowej kamienicy, patrząc na prawo od Rynku.